# Sous le ciel de Paris
Sous le ciel de Paris (en català: Sota el cel de París) és una cançó escrita per al film del mateix títol, dirigit per Julien Duvivier estrenat l'any 1951. La lletra de la cançó és de Jean Dréjac i la música d'Hubert Giraud.
La cançó ha estat cantada i versionada infinitat de vegades i és una de les cançons més emblemàtiques de París i de França: Belinda Calisle, Édith Piaf, Juliette Gréco, Yves Montand…